# Dödsmarsch (Förintelsen)

Karta som visar de största och mest kända koncentrationslägren i Tyskland och norra Europa. (Observera att inte alla läger finns med på denna karta.) Svart dödskalle markerar koncentrations- och arbetsläger. Röd dödskalle markerar förintelseläger.

Dödsmarscher (tyska Todesmarsch) kallas de marscher som lägerfångarna tvingades genomföra när SS evakuerade koncentrationslägren på grund av de annalkande sovjetiska och allierade trupperna under vintern och våren 1945. En stor del av fångarna i dessa vandrande kolonner avled av svält och utmattning eller sköts till döds.

## Evakueringen av koncentrationslägren

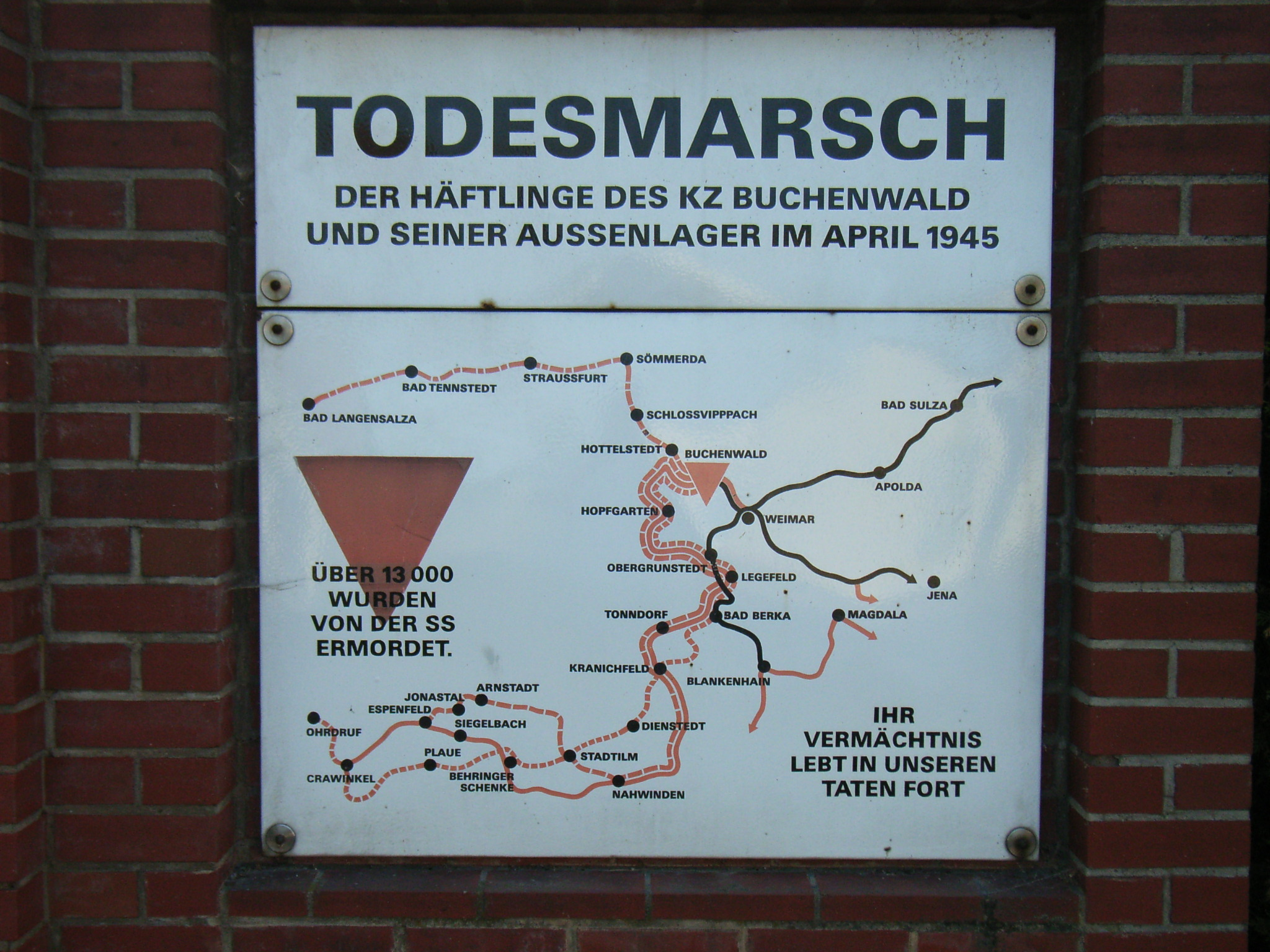
Minnestavla med karta över Dödsmarschen från Buchenwald och dess satellitläger i april 1945. "Över 13 000 mördades av SS".

Det fanns tre motiv till att nazisterna evakuerade lägren.
- SS ville inte att fångarna skulle hamna i fiendens händer och därmed kunna vittna om förhållandena i koncentrations- och förintelselägren.
- SS behövde fångarna för arbete i krigsindustrin på andra orter i Tyskland.
- En del SS-ledare, bland annat Heinrich Himmler, menade att de skulle kunna använda judiska koncentrationslägerfångar som gisslan i en uppgörelse med de västallierade om att låta den nazistiska regimen behålla makten i Tyskland.

Evakueringen av lägren började i öst hösten 1944 efter de sovjetiska truppernas offensiv i Vitryssland. Under sommaren hade Röda Armén förintat den tyska armécentralen i öst och nådde i juli förintelselägret Majdanek. Himmler beordrade då att fångarna i övriga huvud- och satellitläger skulle evakueras västerut, mot Tysklands inre. De första evakueringarna skedde med tåg och, när det gällde lägren i Baltikum, med båt.
Vid årsskiftet 1944/1945 stod det mer eller mindre klart att tyskarna skulle förlora kriget. De sovjetiska styrkorna hade intagit östra Preussen samt belägrat Warszawa och Budapest och avancerade och i väst pågick Ardenneroffensiven. Samtidigt drev SS ut hundratusentals lägerfångar på dygnslånga dödsmarscher till fots över hela Tyska Riket. Så sent som den 2 maj, samma dag som Röda Armén intog Berlin och fem dagar före Tysklands kapitulation, pågick dödsmarscher; tusentals fångar från Dachau vandrade söderut längs vägen till staden Tegernsee.

## Dödsmarscherna

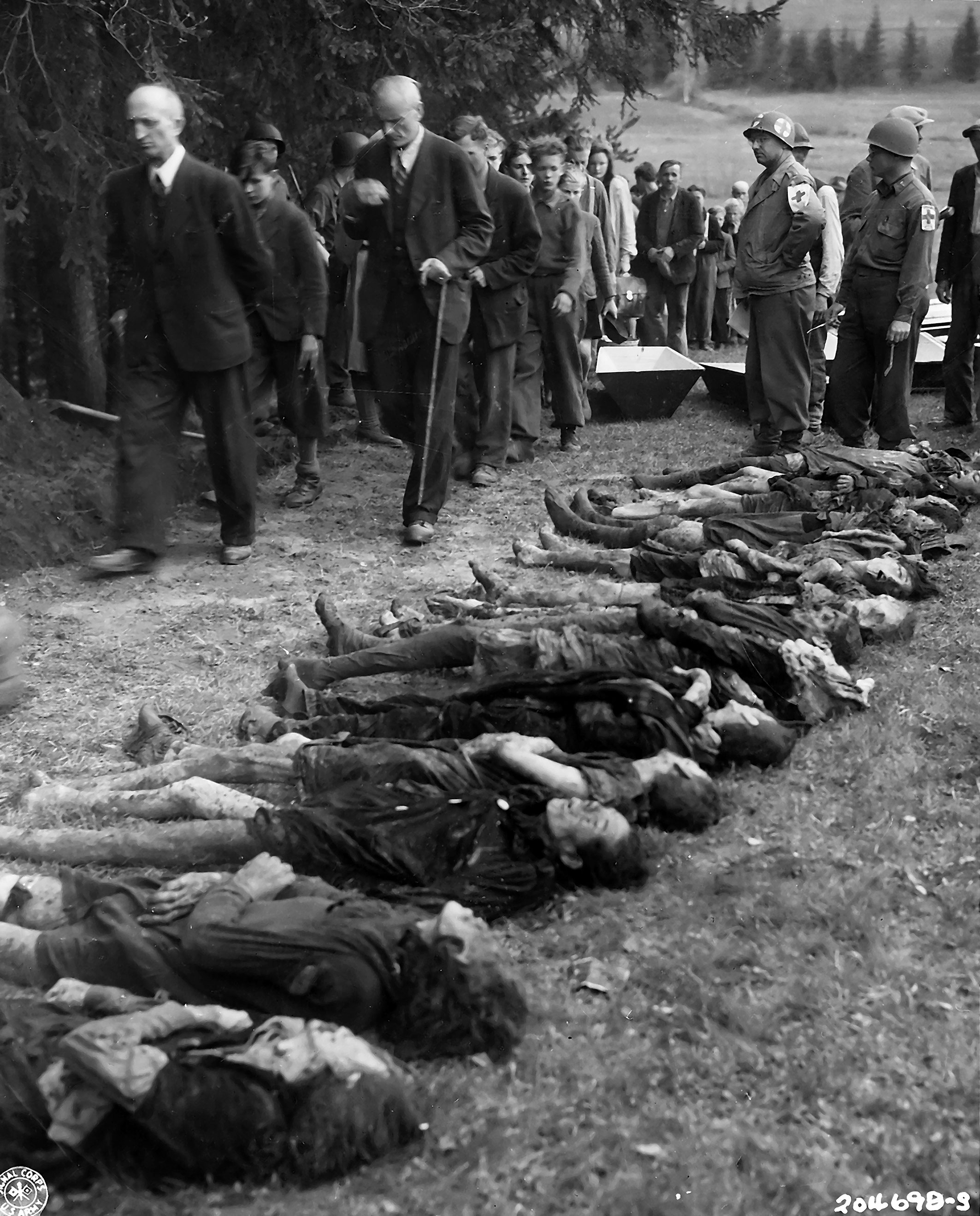
Tyska civila tvingas av U.S. Third Army beskåda kropparna av judiska kvinnor som avlidit under en dödsmarsch. Kropparna upptäcktes i en grund massgrav i Volary i södra Böhmen i Tjeckien. Kropparna lades senare i kistor och begravdes. Foto: 1 maj 1945.

De flesta fångar som evakuerades fördes fram i dessa kolonner till fots, men några förflyttningar gjordes med godståg eller, som vid Östersjökusten, med båt.
Benämningen ”dödsmarsch” myntades av lägerfångarna själva. De var övertygade om att marscherna var en medveten metod att ta död på dem. Tusentals dog av svält, utmattning och misshandel eller sköts till döds. En handfull lyckades fly, och överleva. Andra hamnade i ett nytt läger, och ännu ett, tills de slutligen befriades av de västallierade eller sovjetiska styrkorna. Av en grupp om 3 000 fångar som lämnade Auschwitz-Birkenau den 18 januari 1945 kom endast 280 personer fram till sin destination 500 kilometer bort två månader senare. 
Forum för levande historia och U.S. Holocaust Memorial Museum anger i artiklarna om dödsmarscherna följande koncentrationsläger, antal evakuerade och datum för evakueringen:
- Auschwitz, evakuering av cirka 66 000 fångar till Bergen-Belsen och Buchenwald, inleddes den 18 januari 1945.
- Stutthof, evakuering av cirka 50 000 fångar till Neuengamme och läger vid Östersjökusten, från januari till april.
- Gross-Rosen, evakuering av cirka 40 000 fångar till Bergen-Belsen, Buchenwald, Dachau, Dora-Mittelbau, Mauthausen, Flossenbürg och Sachsenhausen, inleddes den 1 februari.
- Buchenwald, evakuering av cirka 30 000 fångar till bland annat Flossenbürg, inleddes i början av april.
- Flossenbürg, evakuering av cirka 16 000 fångar till Dachau, 15-20 april.
- Sachsenhausen, evakuering av cirka 30 000 fångar mot nordväst, inleddes den 20 april.
- Ravensbrück, evakuering av cirka 15 000 fångar mot nordväst, den 27 april.
- Dachau, evakuering av cirka 7 000 fångar söderut, från den 26 april till den 2 maj.